# هرمان هسه
هِرمان هِسِه (آلمانی: Hermann Hesse؛ زادهٔ ۲ ژوئیهٔ ۱۸۷۷ – درگذشتهٔ ۹ اوت
۱۹۶۲ میلادی) ادیب، نویسنده و نقاش آلمانی-سوییسی و برندهٔ جایزهٔ نوبلِ سال ۱۹۴۶ در ادبیات بود.

## زندگی
وی در ۲ ژوئیهٔ ۱۸۷۷ در شهر کلاو واقع در ایالت بادن-وورتمبرگ زاده شد. پدر هرمان هسه مدیریت مؤسسه انتشارات مبلغین پروتستان را به عهده داشت. مادرش دختر هندشناس، هرمان گوندرت و مدیر اتحادیهٔ ناشران کالو بود. کتاب‌خانهٔ بزرگ پدربزرگ و شغل پدر، اولین باب آشنایی هرمان هسهٔ جوان با ادبیات بود. از طریق پدر و مادرش که مبلغان مذهبی در هندوستان بودند، به جهان‌بینی و تفکرات فلسفی هند دست یافت. او که از اوان جوانی دارای روحی حساس و ضربه‌پذیر بود، در مقابل نابرابری‌های جامعه و تضاد درونی با پدر و مادرش، در سن پانزده‌سالگی از مدرسهٔ کلیسائی ماول‌برون (جایی که صحنه و فضای قرون‌وسطایی داستان او نارتسیس و گولدموند را فراهم آورد) که بورس تحصیلی در رشتهٔ الهیات پروتستانتیسم را از آن داشت، فرار کرد. بعد از فرار دچار افسردگی حادی شد که والدینش او را در بادبول تحت نظر جن‌گیر مدرنی قرار دادند که سرانجام آن اقدام به خودکشی بود در نتیجهٔ او را به آسایشگاه کودکان عقب‌افتادهٔ ذهنی در اشتتن فرستادند سپس در کانشتات یک دورهٔ یکسالهٔ را آغاز و چندی بعد در شهر کالو به کارآموزی در یک کارگاه ساعت‌سازی مخصوص برج‌های کلیسا، مشغول و پس از اتمام این دوره در شهر توبینگن در رشتهٔ کتابفروشی به مدت سه سال، (۱۸۹۵–۱۸۹۸ میلادی) به کارآموزی پرداخت.
سرگرمی دلخواه هسه در اوقات فراقت نقاشی و باغبانی بود. کارهای آبرنگ او دو نوع سبک متفاوت دارند واقع‌گرایانه و تخیلی. پس از موفقیت رمان پیتر کامنتسیند وی با ماری برنولی، که گویی از میان یکی از اشعار نخستین هسه بیرون آمده‌بود، ازدواج کرد. وی که دختر خانواده‌ای سرشناس از ریاضیدانان بازل و نه سال بزرگ‌تر از هسه بود و آثار شومان وشوپن را زیبا می‌نواخت و تا سال (۱۹۱۲ میلادی) زندگی مشترک خود را ادامه دادند. هسه در سال (۱۹۱۲ میلادی) به سوییس مهاجرت و در سال (۱۹۲۳ میلادی) تابعیت آن کشور را پذیرفت و در همین زمان برای بار دوم ازدواج کرد. وی در سال ۱۹۳۱ یک سال پس از انتشار نارتسیس و گولدموند برای بار سوم با خانم نینون آوسلندر ازدواج کرد. هرمان هسه به‌عنوان پرخواننده‌ترین نویسندهٔ اروپایی در قرن بیستم شناخته شده است.

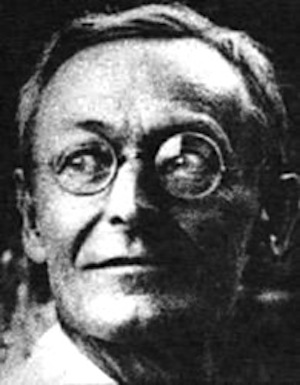
در سال ۱۹۲۵

رضا نجفی در کتاب شناختی از هرمان هسه می‌گوید: «هسه از هنگام تولد در کلاو و نزدیک جنگل سیاه تا هنگام مرگ در مونتانیولا در کنار دریاچه لوگانو، هرگز از طبیعت جدا نبود و تأثیر طبیعت را نمی‌باید در آثار هسه دست کم گرفت.» به گفته این منتقد، شباهت و همانندی جغرافیایی و طبیعت سوییس با ناحیه شواب (زادگاه هسه) در آلمان او را به پدیده مرزهای سیاسی بی اعتقاد ساخت و به مخالفت با ناسیونالیسم آلمانی برانگیخت. طبیعت آشنای سوییس مهاجرت را برای او ممکن کرد و با انزوا گزیدن در طبیعت آفرینش ادبی هسه به ثمر رسید.
هرمان هسه به‌خاطر قدرت استعداد نویسندگی و شکوفایی اندیشه و شجاعت ژرف در بیان اندیشه‌های انسان‌مداری و سبک عالیِ نگارش، به دریافت جایزهٔ نوبل در شاخهٔ ادبیات نایل شد.

## زبان ساده، خصوصیت آثار هرمان هسه
هرمان هسه در آثارش مبارزهٔ جاودانهٔ روح و زندگی را ترسیم نموده و با نگرشی هنرمندانه به دنبال ایجاد تعادل بین این دو پدیده قلم فرسوده است. هسه در خانواده‌ای اصلاح‌طلب در منطقه در جنوب آلمان به دنیا آمد و تحت تأثیر مادرش که مبلغ مذهبی در هندوستان بود، به فلسفه هندی روی آورد. از دهه سوم قرن بیستم، به عنوان تبعه سوئیس در منطقه «تیچینو» به گوشه‌گیری نشست.
گرایش به رومانتیسم و طبیعت‌گرایی از نمودهای چشم‌گیر آثار قدیمی‌تر هسه است. این سبک در یکی از اولین رمان‌هایش به نام پیتر کامنسیند (۱۹۰۴)، که با استقبال بی‌نظیری روبرو شد، به چشم می‌خورد. وی به‌طور جدی به مشکلات انسان‌ها و روابط بین آن‌ها و همچنین نقش هنرمند در جامعه، پرداخته و در رمان‌های گرترود (۱۹۱۰) و رُسهالده (۱۹۱۴) این معضل را به شیوه هنرمندانه‌ای مطرح می‌نماید. هسه به عنوان نماینده جریانات صلح‌طلب - پاسیفیسم، از طرفدارانی مانند تئودور هویس برخوردار بود و در جمع دوستانش قرار داشتند. در این ارتباط افرادی هم از آلمان حملات خصمانه خود را علیه او آغاز کردند.

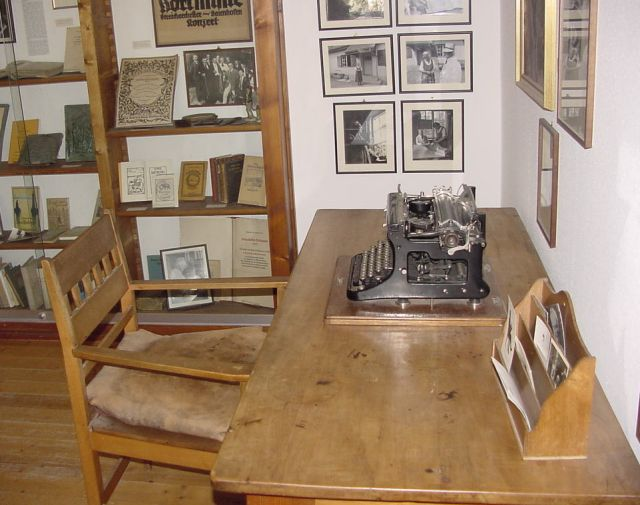
میز تحریر هسه، تصویر در موزه گایانهافن

هسه پس از آشنایی با یوزف ب. لانگ، از شاگردان کارل گوستاو یونگ، از طریق این مشاور با آثار زیگموند فروید و یونگ آشنا شد. هسه از طریق این آثار دریافت که هریک از فرارهای دیوانه‌وار و فزاینده‌اش در فاصلهٔ سال‌های ۱۹۰۴ تا ۱۹۱۴ در واقع فرار از خویشتن بوده‌اند، بازتاب دردها و رنج‌های درونی‌اش بوده‌اند در دنیای بیرون، و نوشته‌هایش نیز قرینه‌سازی ای از خویشتن خودش بوده‌اند، چنانچه که در ۱۹۲۱ در مقدمه یک نویسنده خاطرنشان کرد: "تمام این داستان‌ها مربوط به خود من بودند، بازتابی بودند از راهی که در پیش گرفته‌بودم، از رؤیاها و آرزوهای پنهانم و از رنج تلخم."

## فلسفهٔ هندی
بر اساس توجه و علایق خاصی که نویسنده در باب این فلسفه به دست آورده بود، در سال ۱۹۲۲ روایتی به نام سیذارتا منتشر کرد که از جمله پرخواننده‌ترین آثار وی می‌باشد. این کتاب نگرشی بر ریشه‌های روان‌شناسی در مذاهب جهانی و مکاتب عقلی است.
شماری از صحنه‌های سیذارتا تابلوهای مثنوی مولوی را برای خواننده ترسیم می‌نماید. هنری میلر دربارهٔ این کتاب می‌گوید: سیدارتا داروی شفابخشی است که از انجیل عهد جدید مؤثرتر است.
در پی برقراری ارتباط هرمان هسه با آلمان از طریق تفسیر و تعبیر آثارش به وسیله آمریکایی‌ها، نظرات مذهبی و سنت‌گرایی مشهود در نوشتارهایش، از دید خوانندگان مخفی ماند. در همین معنی، نویسنده اتریشی پیتر هانتکه در سال ۱۹۷۰ با تعجب اعتراف می‌کند:
«من کتاب‌های هسه را با کنجکاوی و تحیر تمام، خواندم. این مرد نه تنها یک شخصیت برجسته رومانتیک، معرفی‌شدهٔ آمریکایی‌ها است، بلکه نویسنده‌ای عاقل و قابل اعتمادی نیز می‌باشد.»

## آثار هسه

### پیتر کامنسیند (۱۹۰۴)

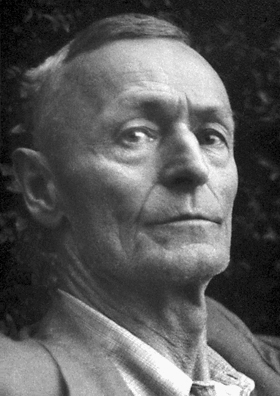
در سال۱۹۴۶

پیتر کامنسیند (Peter Camenzind) زندگی جوانی را شرح می‌دهد که دهکده محدود و کوچک خود را ترک می‌کند تا سراسر جهان را زیر پا گذارد، اما او جویای هنر است و به زندگی از خلال زیبایی‌ها می‌نگرد و هسه به وسیله او می‌تواند نظرهای شخصی را دربارهٔ هنر و سرنوشت آن بیان کند و در جریان این جهانگردی برتری زندگی طبیعی را بر تمدن شهری نشان دهد و تمدن غرب را سخت به باد انتقاد گیرد. پیتر، قهرمان کتاب، پس از سرخوردگی از سیر و سیاحت به سرگردانی خویش پایان می‌دهد و به دهکده کوچک بازمی‌گردد و کمر اصلاح آن را برمی بندد. هسه در این اثر مسائل کودکی و نوجوانی را مطرح کرده و کسانی را وصف می‌کند که در جستجوی شناخت شخصیت خویش هستند و غالباً عصیان‌زده و گریزان از محیط زندگی، خود را به خطر می‌اندازد.

### زیر چرخ (۱۹۰۶)
رمان زیر چرخ (Unterm Rad) یکی از آثار محوری هرمان هسه است که منعکس‌کننده نشان‌های موجود در مجموعهٔ آثار او است. این کتاب نمایشی از تضاد بین آزادی‌های فردی و فشارهای تخریبی در جوامع مدرن است. هسه در این رمان سایه‌روشن‌هایی از دوران کودکی خود و برادرش «هانس» را ترسیم کرده است، که همانند شخصیت اصلی داستان، دست به انتحار می‌زند. زندگی در مدرسه «کلیسای ماول‌برون»، دوران کارآموزی و تصویر مناظر رؤیایی شهر زادگاهش، تراوشی از تجربه و دیدگاه نویسنده است که در کتاب زیر چرخ جان گرفته‌اند. فضای رمانتیسم غالب بر ماجرا، به قلم توانای هرمان هسه به دادگاهی تلخ علیه نظام آموزشی که سعی در سرکوب کردن استعدادها می‌نمود، تبدیل شده است.

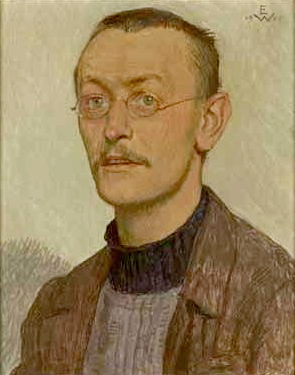
پرتره ۱۹۰۵ توسط ارنست وورتنبرگر (۱۸۶۸ تا ۱۹۶۸)

### دمیان(۱۹۱۹)
دمیان (Demian) یکی از پر آوازه‌ترین آثار هرمان هسه است، داستانی مربوط به دوران نوجوانی نویسنده که خود را در آن «سینکلر» نامیده است، نامی که در آغاز نویسندگی به عنوان تخلص خود انتخاب کرده بوده است. شاید بتوان گفت نخستین ثمرهٔ تولد دوبارهٔ هسه این رمان بود. این داستان نخستین بار در سال ۱۹۱۹ منتشر شد در سالی که هرمان هسه چهل و دو ساله بود و به عنوان اعتراض به سیاست‌های نظامی آلمان، در سوئیس می‌زیست. دمیان شرح کندوکاو درونی مرد جوانی است که در پی دست یافتن به هویت و ارزش‌های شخصی است و بدین‌ترتیب افسانه‌ای است فرادنیوی و تقریباً اسطوره‌وار. دمیان را حدیث نفس انسان دانسته‌اند، حسب حال ایامی از عمر آدمی که معمولاً در چنبره ارزش‌های قراردادی محبوس می‌شود و مجال ظهور نمی‌یابد. در ایران این کتاب توسط انتشارات تهران با ترجمه‌ای از محمد بقایی، منتشر شده است.

### گرترود (۱۹۱۰)
این رمان بخشی از سرگذشت نویسنده است و شناخت فلسفی او را از «مسئله تنهایی» شرح می‌دهد. در نظر هسه زندگی یعنی تنهایی، انسان همیشه تنهاست و هنرمند تنهاتر از دیگران. داستان گرترود (Gertrud) اعترافات یک موسیقیدان است.

### رُسهالده (۱۹۱۴)
رُسهالده (Rosshalde) نیز مانند گرترود اعترافات یک هنرمند است؛ یک نقاش هنرمند. این دو اثر را می‌توان مکمل یکدیگر دانست.

### سیذارتا (۱۹۲۲)
هرمان هسه در کتاب سیذارتا (Siddhartha) ضمن تحلیل مبانی فلسفه آسیائی (هندی)، اشتیاق خود را به یافتن روشی در جهت حل بحران جوامع بشری نشان داده است. داستان به گرد فرزند برهمانی دور می‌زند که در پی مداوا است. سیذارتا نام این جوان است که در راه رسیدن به مقصود، خود بینی و آلایش عشق شهوانی را که همانند زنجیرهای گران، مانعی بازدارنده بودند، به نرمی می‌گسلد و تضاد سرکش روح و زندگی را به فرایندی آشتی‌پذیر در نفس ریاضت کشیده خود مبدل می‌سازد. این کتاب توسط مترجم پرویز داریوش به فارسی ترجمه شده است.

### گرگ بیابان (۱۹۲۷)

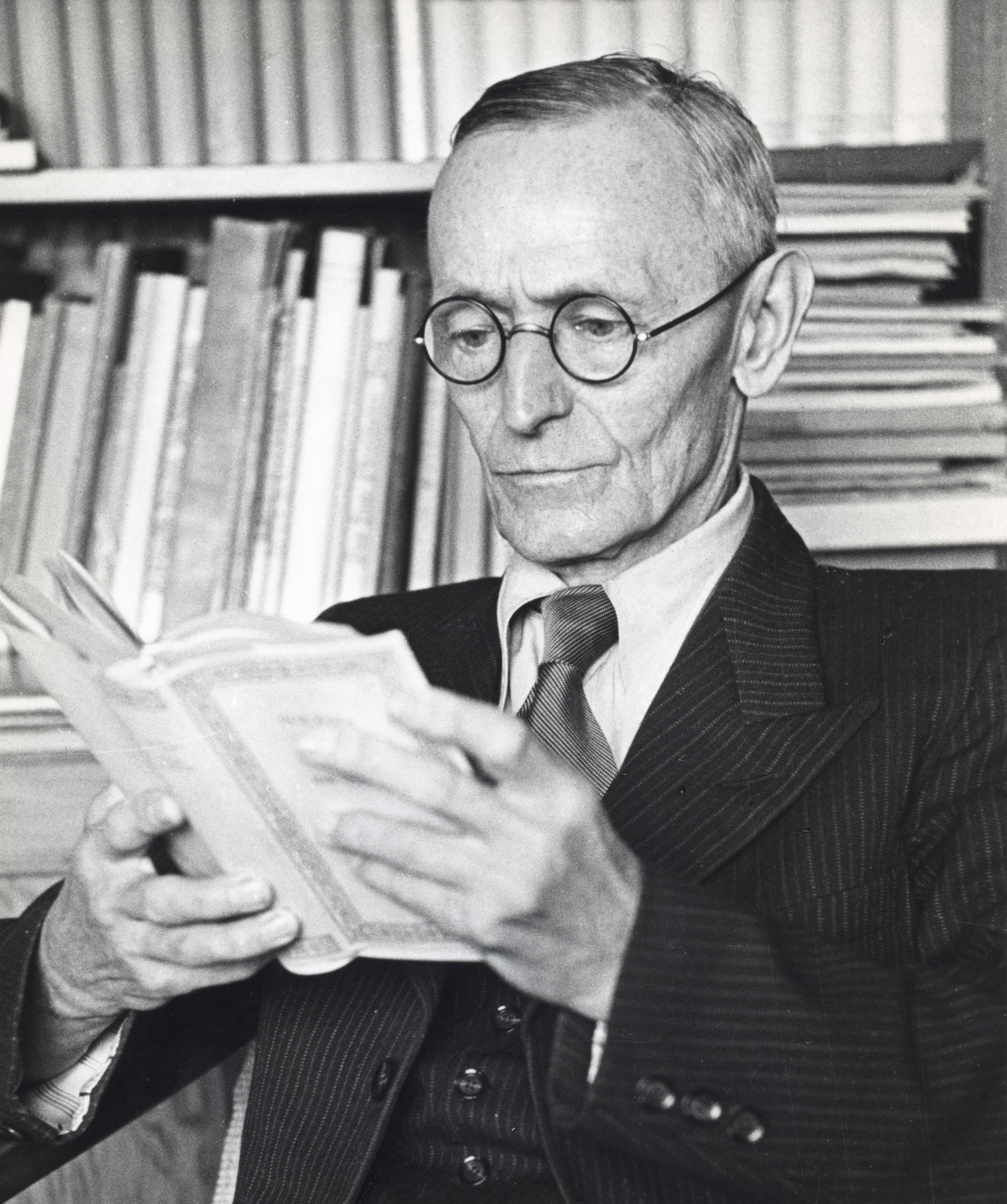

داستان گرگ بیابان (Der Steppenwolf) به صورتی استعاری روح آسیب دیده مردم پس از جنگ، مردم شهرنشین و متمدن را نشان می‌دهد که ناگهان در وجود خود ظهور خوی حیوانی یا مردی گرگ‌صفت را مشاهده می‌کنند. با انتخاب اصطلاح «گرگ بیابان» کوشش هسه بر این است که وضعیت خاص خویش را تشریح نماید وضعیت آدمی که احساس می‌کند از دنیا و مردم عادی خویش بریده و چون گرگی در میان بره‌های اجتماع بورژوازی رها شده است. در کتاب گرگ بیابان، هسه مجدداً قلم خود را متوجه موضوعات اجتماعی و تازه‌ترین مسائل مطرح شده می‌نماید. شخصیت اصلی کتاب، «هاری هالر»، نماد مبارزه با معضلات دههٔ سوم قرن بیستم است.

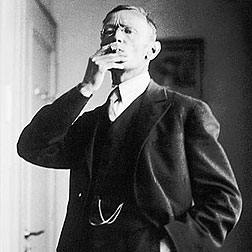
هسه در سال ۱۹۲۶

### نارسیس و گلدموند (۱۹۳۰)
با کتاب نارسیس و گلدموند (Narziss und Goldmund) دورهٔ دیگری از خلاقیت هسه آغاز می‌گردد. نگرش نویسنده در این مقطع به داده‌های تاریخی، معطوف شده و تشابه ملموسی از واقعیت‌ها را به خواننده تلقین می‌نماید. این اثر عمیق‌تر از آنچه به نظر می‌رسد، ناظر بر زوایای تاریک روح و زندگی و پیشگامان این چالش است. او در پی یافتن راه حلی مسالمت‌آمیز به منظور آشتی است.

### سفر به شرق (۱۹۳۲)
هسه در داستان سفر به شرق (Die Morgenlandfahrt) ادراک تازه‌ای از زندگی به دست می‌دهد و از عالم انسانیت پرتویی از کمال مطلوب عرضه می‌کند؛ که زندگی، مداوم و تولدی از نو است. بنابر گفته خود هسه سفری روحانی است نه سفری ارضی.

### بازی مهرهٔ شیشه‌ای (بازی تیله‌های شیشه‌ای) (۱۹۴۳)
نوشتار اصلی: بازی مهره شیشه‌ای
رمان بزرگ بازی مهرهٔ شیشه‌ای (Das Glasperlenspiel) در دو جلد انتشار یافت. حوادث این رمان در قرن بیست و سوم میلادی می‌گذرد و هسه خواننده را با خود به سرزمین کمال مطلوب که به آن نام کاستالی Castalie داده، می‌کشاند، سرزمینی که مشتاقان عالم معنا، دور از غوغای جهان در آن سکونت دارند؛ این سرزمین نمایشی از تلفیق فلسفه غرب با عرفان شرق، زیبایی با افسون، فرمول‌های دقیق علمی با ترنم موسیقی است. سرگذشت قهرمان کتاب سرگذشتی است که هسه خود آرزوی آن را در سر می‌پروراند. نظر هسه آن است که بشر در هیچ مرحله‌ای از زندگی نباید عقب بماند و پیوسته باید در دایره‌ای جدید نفوذ کند، همچنان که در «بازی تیله‌های شیشه‌ای» تیله‌ها باید پیوسته پیش بروند، زیرا سرشت توقف را نمی‌شناسند.
تألیفات هسه مشتمل بر ده‌ها هزار نامه، هفتاد میلیون نسخه کتاب و نوشته‌های مختلف در سرتاسر جهان است. علاوه براین، هرمان هسه با بیش از شصت نشریهٔ پیشرو همکاری می‌کرد. وی در سال ۱۹۴۶ میلادی به دریافت جایزه نوبل در ادبیات نایل شد. از سال ۱۹۳۲ میلادی جایزه‌ای به نام او (Hermann-Hesse-Preis) به دیگر نویسندگان برگزیده اهدا می‌شود.

## بحران روحی پایان زندگی و درگذشت

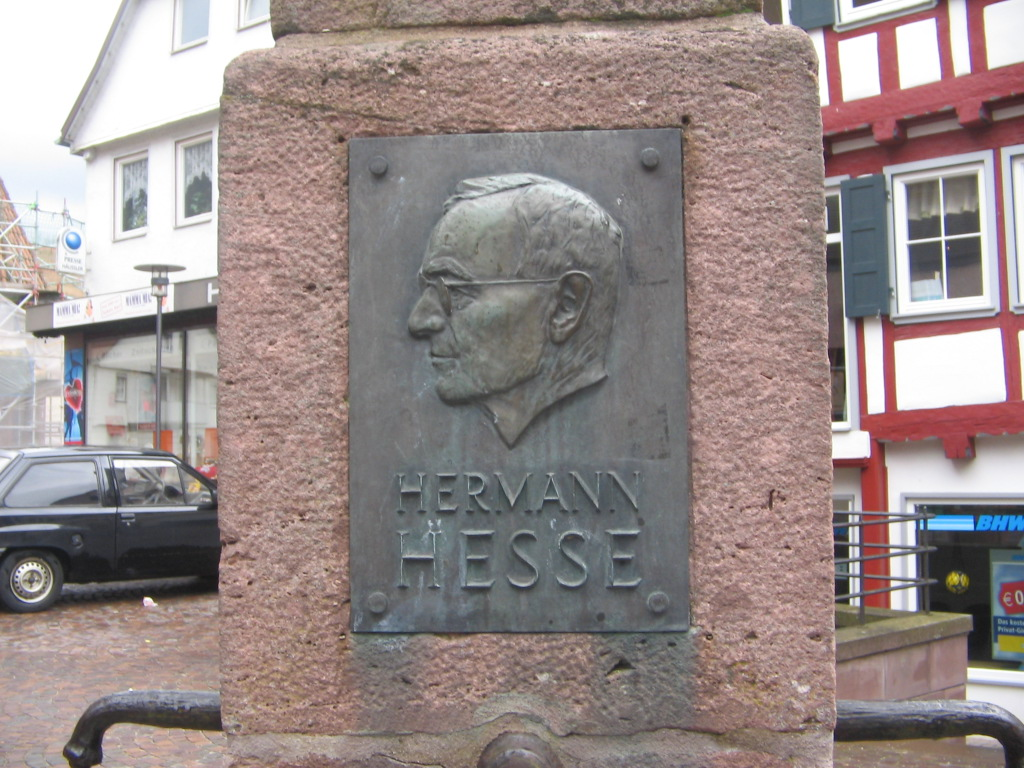
لوح یادبود هسه در زادگاهش

هرمان هسه متأثر از بیماری همسرش که مبتلا به اسکیزوفرنی بود، در سال ۱۹۱۶ به یک بحران عمیق روحی (افسردگی) مبتلا شد و تحت مداوا قرارگرفت. هسه در کتاب دمیان روایتی از جوانی، عناصر ساختاری - روان‌تحلیلی را ترسیم نمود. این کتاب به دلیل جو خصمانه‌ای که علیه وی بر فضای سیاسی - اجتماعی آلمان مسلط بود، به نام مستعار «امیل سینکلر» منتشر شد که در چاپ شانزدهم نام حقیقی نویسنده آشکار گردید. سال‌های (۱۹۱۸–۱۹۱۹ میلادی) سال‌های جدایی از خانواده، گوشه‌گیری و اقامت در «تیچینو» بود. این حوادث در داستان‌های کوتاه وی رد پای خود را به روشنی به جای گذاشته است، مانند:
- کلاین و واگنر Klein und Wagner/۱۹۱۹
- آخرین تابستان کلینگزور Klingsors letzter Sommer/۱۹۱۹

هرمان هسه در (۹ اوت ۱۹۶۲ میلادی) در تسین واقع در سوئیس درگذشت.